# Pfarrhaus (Lauingen)

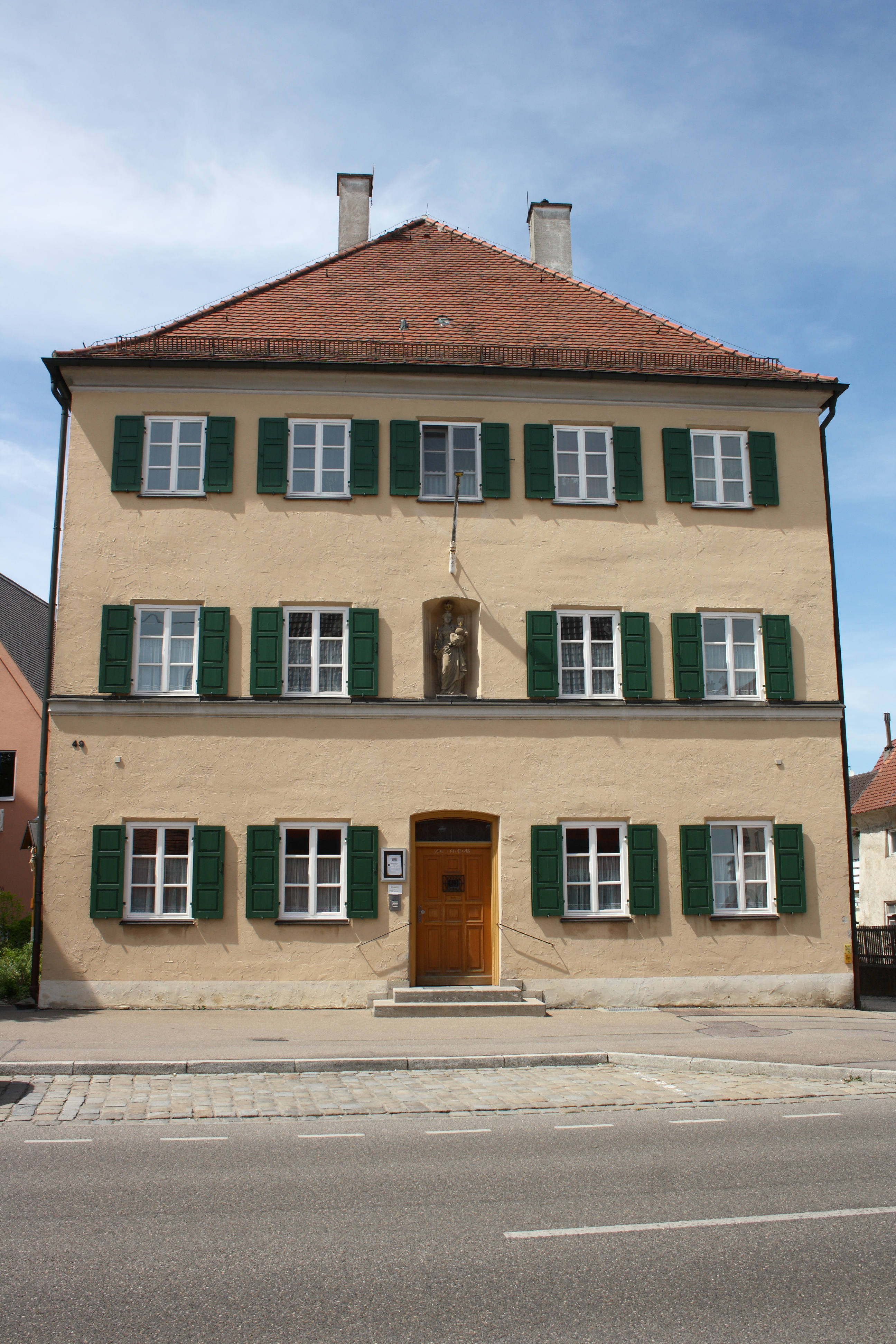
Pfarrhaus in Lauingen

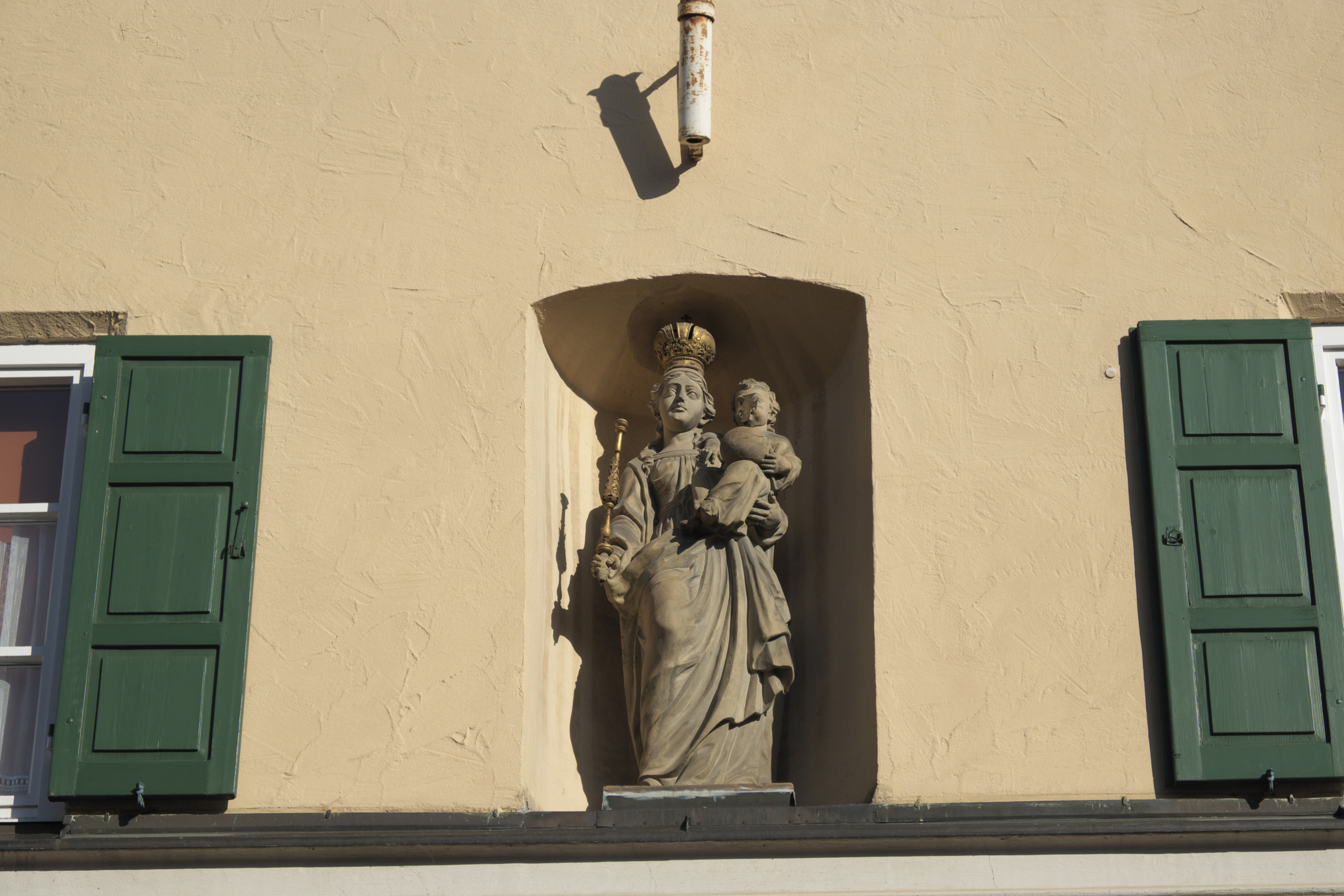
Skulptur Madonna und Kind

Das Pfarrhaus in Lauingen, einer Stadt im Landkreis Dillingen an der Donau im bayerischen Regierungsbezirk Schwaben, wurde im 18. Jahrhundert errichtet. Das Pfarrhaus an der Herzog-Georg-Straße 49 ist ein geschütztes Baudenkmal.

## Beschreibung
Der dreigeschossige Walmdachbau wurde im 18. Jahrhundert errichtet und im 19. Jahrhundert verändert. Das Haus mit fünf Fensterachsen an allen Seiten besitzt ein profiliertes Traufgesims. Unter den Fenstern des ersten Obergeschosses verläuft ein Gesims in Höhe der Sohlbank. Über dem Portal mit Oberlicht befindet sich eine Segmentbogennische mit einer Steinfigur der gekrönten Muttergottes mit Kind aus der ersten Hälfte des 18. Jahrhunderts.
Im Inneren ist das Treppengeländer des Spätrokoko mit durchbrochenen Balustern und reich geschnitzten Anfängen in Volutenform bemerkenswert.